# Cédric Kahn
Cédric Kahn (Crest, 17 juni 1966) is een Frans filmregisseur, scenarioschrijver en acteur.

## Biografie
Cédric Kahn werd in 1966 geboren als zoon van een architect en een apotheker en groeide op in de Drôme. Als tiener was hij al geïnteresseerd in films en samen met enkele medestudenten van het lyceum te Crest bracht hij radio-uitzendingen met filmkritieken. Hij behaalde zijn bachelor-diploma in Parijs en werkte enkele jaren om zijn weg te vinden in de cinemawereld. Op 21-jarige leeftijd werkte hij als assistent van monteur Yann Dedet van de film Sous le soleil de Satan van Maurice Pialat, die de Gouden Palm won op het filmfestival van Cannes in 1987. In 1989 realiseerde Kahn zijn eerste korte film op video Nadir, gevolgd door de korte film Les Dernières Heures du millénaire in 1990. In 1992 volgde zijn eerste langspeelfilm Bar des rails. Zijn film Trop de bonheur uit 1994 werd bekroond met verscheidene prijzen waaronder de Prix Jean Vigo.

## Filmografie

### Als regisseur, scenarioschrijver
- 2018 - La Prière (regie, scenario)
- 2014 - Vie sauvage (regie)
- 2012 - Une vie meilleure (regie, scenario)
- 2011 - Une autre vie (scenario)
- 2009 - Les Regrets (regie, scenario)
- 2005 - L'Avion (regie)
- 2004 - Feux Rouges (regie, scenario)
- 2001 - Roberto Succo (regie, scenario)
- 1998 - L'Ennui (regie, scenario)
- 1996 - Culpabilité zéro (tv-film, regie, scenario)
- 1994 - Trop de bonheur (regie, scenario)
- 1993 - Les gens normaux n'ont rien d'exceptionnel (scenario)
- 1992 - Bar des rails (regie, scenario)
- 1990 - Les Dernières Heures du millénaire (korte film, regie, scenario)

### Als acteur
- 2018 - Zimna wojna (Cold War)
- 2016 - L'Economie du Couple
- 2016 - Un homme à la hauteur
- 2015 - Les Anarchistes
- 2013 - Tirez la langue, mademoiselle
- 2012 - Alyah
- 1994 - N'oublie pas que tu vas mourir

## Prijzen en nominaties
De belangrijkste:
| Jaar | Prijs                                         | Categorie                  | Film            | Uitslag  |
| ---- | --------------------------------------------- | -------------------------- | --------------- | -------- |
| 2014 | Internationaal filmfestival van San Sebastian | Speciale prijs van de jury | Vie sauvage     | Gewonnen |
| 1998 | Prix Louis Delluc                             | Prix Louis Delluc          | L'Ennui         | Gewonnen |
| 1994 | Prix Jean Vigo                                | Beste speelfilm            | Trop de bonheur | Gewonnen |